# A-Darter空對空飛彈
V3E A-Darter空對空飛彈（英語：Agile Darter，意為“迅捷蛇鵜”（短矛））是一款第五代短程紅外成像導引空對空飛彈，由南非的丹尼爾動力和巴西的麥克創軍火公司（現SIATT軍火公司）、阿維布拉斯和巴西光電科技公司（葡萄牙語：Opto Eletrônica，現已被巴西Akaer航太公司收購）合作開發。A-Darter空對空飛彈具有±90°離軸攻擊能力和每秒120°的追蹤能力，並將裝備於南非空軍的JAS 39 C/D型獅鷲戰鬥機和鷹式120型教練機，以及巴西空軍的AMX A-1M型攻擊機、F-5戰鬥機和JAS 39 E/F型獅鷲戰鬥機，預計將於2015年底前投入生產。

## 開發
A-Darter空對空飛彈的開發始於1995年，但該計劃因資金不足和南非空軍更改要求的產品規格而受到影響。經過3年的談判過程，麥克創軍火公司、阿維布拉斯和Atech科技公司於2006年加入了該計劃，巴西政府為此項目投資了5,200萬美元。同年，丹尼爾動力宣布將使用貝宜系統的最新SiIMU02型固態惯性测量单元進行中途導引。巴西光電科技公司則與丹尼爾動力合作開發用於紅外線導引的新型紅外成像飛彈導引頭。
飛彈的導引頭於2010年1月完成地面運作測試，並於2010年2月進行飛行彈道導引和機動性測試。飛彈原型被交給紳寶集團已將其與紳寶的JAS 39獅鷲戰鬥機系統集成。2010年3月完成繫留飛行測試。2010年6月17日，獅鷲戰鬥機首次成功於空中發射A-Darter空對空飛彈。2012年3月，丹尼爾動力公司透露A-Darter空對空飛彈原定於2013年底投入生產，現已進入資格認證階段。2012年1月，一架獅鷲戰鬥機於丹尼爾·奧弗伯格測試場用A-Darter空對空飛彈進行了幾次試射，測試中使用高速無人機懸掛紅外標靶以模擬敵機。
2012年12月，巴西空軍委託丹尼爾公司在靠近麥克創軍火公司、阿維布拉斯和巴西光電科技公司的聖若澤-杜斯坎普斯建造一家工廠。2015年2月，丹尼爾動力與馬洛塔控制公司簽署了一項協議，以使用後者提供之新型MPACT純空氣壓縮技術來冷卻A-Darter空對空飛彈的導引頭。
2015年3月，南非空軍從丹尼爾動力公司訂購了41枚實彈、21枚教練機型飛彈和8枚訓練用飛彈。預計將於2017年10月完成交付。2019年11月完成飛彈的最終測試。然而，由於丹尼爾公司的流動資產出現問題而使其關鍵部門發生人才流失，導致直至2022年11月，丹尼爾公司未能繼續量產任何A-Darter空對空飛彈的實彈。南非軍備公司評估認為丹尼爾已不具備生產符合標準飛彈的專業知識，並呈交一項計劃，由其他公司生產飛彈部件，並由丹尼爾負責最後的組裝。但南非空軍並未批准這項計劃。

## 設計
A-Darter空對空飛彈使用多項相當先進的技術。其飛彈導引頭具有發射後鎖定能力，可以由飛行員的头盔显示器進行指令導引，使飛行員可將通過將頭轉向目標來進行鎖定，並有效利用飛彈的高離軸能力攻擊飛機機載雷達掃描範圍外的目標。飛彈的推力向量控制裝置在發射後便可立即產生極大的側向推力來改變飛彈航向，以越肩攻擊飛機後面的目標。飛彈上安裝了雙色紅外成像導引頭、雷射近炸引信、多種反電子對抗措施，以及包括先進空間過濾技術和速度分析在內的瞄準演算法，可通過分辨飛機和誘餌彈之間的大小、形狀和速度的差異有效反制各種對抗措施。
A-Darter空對空飛彈可分為四個主要部件：導引頭、戰鬥部、飛行控制部件和火箭引擎。此飛彈採用無翼機身的流線型設計，具有很低的空氣阻力以確保射程能超出傳統的短程飛彈。它也配備了推力向量控制系統，允許在引擎燃燒時以高達100g的速度持續轉向8秒，之後仍可維持50g的高機動性。其引擎使用的推進劑中不含鋁粉，可以抑制尾氣的煙霧量，使敵機不易從飛彈尾氣注意到A-Darter空對空飛彈。據參與該計畫的南非空軍飛行員稱，A-Darter空對空飛彈在某些方面比IRIS-T空對空飛彈的表現更好。

## 外部連結
- 丹尼爾動力公司官方網站
- A-Darter飛彈製造商的官方手冊 （页面存档备份，存于）
- 麥克創軍火公司（Mectron）（葡萄牙語）
- 收購巴西光電科技公司（葡萄牙語：Opto Eletrônica）的Akaer航太公司 （页面存档备份，存于）